# Tylonycteris pygmaeus
Tylonycteris pygmaeus (Feng, Li & Wang, 2008) è un pipistrello della famiglia dei Vespertilionidi endemico della Cina.

## Descrizione

### Dimensioni
Pipistrello di piccole dimensioni, con la lunghezza della testa e del corpo tra 28,8 e 34 mm, la lunghezza dell'avambraccio tra 23,9 e 25,6 mm, la lunghezza della coda tra 23,5 e 27,7 mm, la lunghezza del piede tra 3,8 e 4,9 mm, la lunghezza delle orecchie tra 5,1 e 6,2 mm e un peso fino a 3,5 g.

### Aspetto
Il corpo e la testa sono appiattiti. Le parti dorsali sono fulve con dei riflessi nerastri brillanti sulla groppa, il mento, la gola e i lati del collo sono grigiastri mentre il petto e l'addome sono nerastri. Il muso è largo ed appuntito. Le orecchie sono triangolari, ben separate tra loro, con i bordi nero-bluastri e l'estremità arrotondata. Le membrane alari sono nerastre e attaccate posteriormente sulle caviglie. Sono presenti dei cuscinetti adesivi allungati e rettangolari alla base dei pollici e a forma di ventaglio sulla piante dei piedi. La coda è lunga ed è completamente inclusa nell'ampio uropatagio.

## Biologia

### Comportamento
Si rifugia negli internodi delle canne di bambù.

### Alimentazione
Si nutre di insetti.

## Distribuzione e habitat
Questa specie è conosciuta soltanto in una località nella provincia cinese meridionale dello Yunnan.

## Conservazione
Questa specie, essendo stata scoperta solo recentemente, non è stata sottoposta ancora a nessun criterio di conservazione.